# 보이스 오브 바쩨쁘로뜨
보이스 오브 바쩨쁘로뜨(Voice of Baceprot, VoB)는 인도네시아 서자와주 가루트에서 2014년에 결성한 여성 3인조 헤비 메탈 록 밴드이다. 2022년 아미 어워즈(Anugerah Musik Indonesia)에서 싱글 《God, Allow Me (Please) to Play Music》으로 베스트 락 듀오/그룹/컬래버레이션 상을 수상했다.

## 구성원
- 피르다 마르시아 쿠르니아(Firdda Marsya Kurnia, 보컬, 기타)
- 유시 시티 아이샤(Eusi Siti Aisyah, 베이스)
- 위디 라흐마와티(Widi Rahmawati, 드럼)

## 음반
스튜디오 앨범
- Retas (2023)

EP
- Shoebox Sessions (2019)